# Federalist No. 30
Federalist No. 30 es un ensayo de Alexander Hamilton, el trigésimo de The Federalist Papers . Fue publicado en el Paquete de Nueva York el 28 de diciembre de 1787 bajo el seudónimo Publius, el nombre bajo el cual se publicaron todos los documentos de The Federalist. Este es el primero de siete ensayos de Hamilton sobre el entonces controvertido tema de los impuestos. Se titula "Sobre el poder general de los impuestos". 

## Breve precisión
Hamilton detalla que los impuestos son extremadamente importantes para el gobierno. Hamilton luego detalla las diferencias entre los impuestos internos y externos. Argumenta que el gobierno federal necesita un poder impositivo igual a sus necesidades, tanto presentes como futuras. Los impuestos externos por sí solos no pueden proporcionar suficientes ingresos para un gobierno tan extenso como el propuesto, especialmente en tiempos de guerra. 

## Historia
Federalist No. 30 es un documento importante que fue muy necesario durante la última parte de la década de 1700. Como Estados Unidos acababa de ganar la Revolución Americana, el país necesitaba encontrar una manera de establecer un sistema para la situación financiera. A Hamilton le preocupaba que la gente no apreciara los impuestos. Sin embargo, él cree que los impuestos son necesarios para el bienestar y felicidad de los ciudadanos.
James Madison parecía haber tenido un problema con quién tenía el poder de los impuestos. No creía que el poder legislativo tuviera derecho a los impuestos para contribuir al bienestar.